# What If (комікс)
А як що (англ. What If) — назва кількох серій коміксів, що створило і видало американське видавництво Marvel Comics. Кожен випуск розповідає про те, що сталось, якби ключові моменти в історії всесвіту Marvel стались інакше. Події цих історій відбуваються в альтернативних реальностях і не є каноном.

## Опис
В класичних перших двох томах коміксу розповідь ведеться від лиця спостерігача Уату. Він живе на прихованій базі на Місяці, де спостерігає за подіями на Землі. Пізніше, у коміксі Фантастична Четвірка, Уату карають за те, що він вбиває іншого спостерігача. Починаючи з випуску #73, він перестає бути оповідачем, тому комікс починається одразу з історії без попереднього пояснення.
У наступних томах деякі письменники почали вводити нових оповідачів. Наприклад, у третьому томі ним виступає сам Браян Майкл Бендіс — автор коміксу. Також на початку 2006 року оповідь починає хакер, який представляється як Watcher, що перекладається "спостерігач".
Marvel дали кільком випускам What If нумерацію у своєму мультивсесвіті. До прикладу 8 випуск першого тому під назвою What If the world knew that Daredevil was blind? (укр. Що якби світ знав, що Шибайголова сліпий?) відбуваються у всесвіті Земля-7848, натомість основні події на Землі-616.

## Історія публікацій

### Том 1
Оригінальний том коміксу видавався з лютого 1977 по жовтень 1984 року і складався з 47 випусків. Історія першого випуску називалась What If Spider-Man had joined the Fantastic Four (укр. Що якби Людина-павук приєднався до Фантастичної Четвірки) та розповідала альтернативну версію The Amazing Spider-Man #1 1963 року. 24 випуск під назвою What If Gwen Stacy Had Lived? (укр. Що якби Ґвен Стейсі вижила?) розказав наслідки розкриття таємної особистості Людини-павука і був високо оцінений критиками.
Після офіційного закриття серії, у червні 1988 року вийшов так званий What If? Special — ван-шот (одиничний випуск), що розповів про те, що сталось став би Залізна людина зрадником.

### Том 2

Обкладинка What If том 2, #105 (лютий 1998), перша поява Дівчини-павук.
Художник — Рон Френз

З липня 1989 по листопад 1998 року Marvel Comics публікували другий том коміксу, який виходив щомісяця. Загалом другий том отримав 114 випусків. Концепція сюжетів була трохи перероблена. Деякі історії займали не один випуск, а кілька. Також деякі історії пропонують кілька різних закінчень, які може вибрати читач. Наприклад, у What If the War Machine Had Not Destroyed Living Lazer? (укр. Що якби Бойова машина не знищував Живого Лазера?) було 3 різні закінчення.
Випуск #105 ознаменувався першою появою Мей Паркер — дочкою Пітера Паркера з альтернативного всесвіту та супергероїнею на ім'я Дівчина-павук. Персонаж став досить популярним для створення окремої серії коміксів про неї, а надалі і окремого всесвіту — Marvel Comics 2 (частіше MC2).

### Том 3
У лютому 2005 року Marvel опублікували ще шість випусків серії What If у форматі ван-шот. Сюжети написав Джастін Гарбі на прохання Честера Б. Цебускі. Оповідачем знову виступав Уату, крім двох випусків за авторством Браяна Майкла Бендіса, де він був частиною подій.
В серпні 2005 року видавництво випустило першу комікс-пародію на цю серію, вона отримала назву What, Huh?!?.

### Том 4
Наступні ван-шоти серії вийшли у лютому 2006 року і по своїй структурі більше нагадували серію Elseworlds від DC Comics. Раніше історія показувала фактично тих же супергероїв з основного всесвіту, але зі зміненням кількох деталей. Натомість у Elseworlds перероблялись походження героїв, концепції всього всесвіту. До прикладу Супермен: Червоний Син оповідає про те, що сталось якби капсула з маленьким Суперменом приземлилась не у США, а в українському колгоспі часів СРСР.
У цих ван-шотах події розгортались в різні часи на Землі-717. Серед них: феодальна Японія, де з'явився альтернативний Шибайголова; Громадянська війна в США з битвою Капітана Америки і Білого Черепа; Чикаго 1920-х, де Росомаха бере роль Карателя і бореться зі злочинністю на вулицях; Холодна війна і Довершені Федеральні Борці за Свободу — радянська версія Фантастичної Четвірки; майбутнє, де Тор є геральдом Галактуса; Друга світова війна та Немор, якого батько виховує на суші.

### Том 5
Наприкінці 2006 року видавництво публікує ще кілька ван-шотів What If. На цей раз вони були присвячені крупним комікс-подіям тих часів — Людина-павук: Інакший, Ера Апокаліпсису, Розпад Месників тощо.
Пізніше їх зібрали в один збірник, названий What If: Event Horizon.

### Том 6
Шостий том розпочався з What If: Planet Hulk (на основі сюжетної арки Планета Галка). За ним виходили альтернативні перекази Анігіляції, Громадянської війни, Людей Ікс: Сходження і падіння імперії Ші'ар та Людина-павук проти Росомахи, що вийшли в січні 2008 року. Пізніше троє з них були об'єднані в томі What If...? Civil War.
Випуск What If: This was the Fantastic Four з участю Людини-павука, Росомахи, Примарного вершника та Галка як Фантастичної Четвірки мав вийти в жовтні, але через трагічну смерть Майка Верінго вихід скасували. Пізніше (червень 2008) випуск все-таки вийшов у честь пам'яті автора. Всі кошти з продажу коміксу були передані благодійному фонду The Hero Initiative.

### Том 7
Сьомий том стартував у 2008 році, з інтервалом у тиждень вийшли ще п'ять випусків серії. Історії, як і в попередньому томі, були альтернативними сюжетними подіями. Цього разу ними стали Полеглий син: Смерть Капітана Америки, Дім М, Людина-павук: Назад в чорне, Таємні Війни та Рукавиця нескінченності.

### Том 8
Цей том вийшов у грудні 2009-го. Історії були сконцентровані на останніх сюжетних подіях коміксів Marvel тих часів — Людина-павук: Дім М, Світова Війна Галка і Таємне вторгнення. Ще один випуск оснований на тодішній серії Вражаючі Люди Ікс та другий про Шибайголову та Електру. Кожний з них, крім останнього, мав дві кінцівки на вибір.

### Том 9
Впродовж грудня 2010 року вийшли п'ять випусків у форматі ван-шот. Випуски з другого по п'ятий в томі №9 не були пронумеровані.
Випуск під номером #200 вийшов великим тиражем та містив дві історії. Перша розповіла альтернативний фінал події Облога, в якій Норман Озборн зміг завоювати Асґард. Друга була переосмисленням Трилогії Галактуса, яку написав Стен Лі — автор оригіналу.

### Том 10
22 березня 2013 року головний редактор Marvel Comics Аксель Алонсо повідомив, що серія What If повертається у вигляді лімітованої серії з чотирьох випусків What If: Avengers vs. X-Men (укр. Що якби: Месники проти Людей Ікс).

### Том 11
П'ять частин What If: Age of Ultron показали наслідки подорожі в часі Росомахи, під час якої він вбиває Генка Піма до того як він створює Альтрона. Випуски описували новий всесвіт від лиця різних персонажів — Оси у #1, Залізної людини у #2, Тора у #3, Капітана Америки у #4. В цьому всесвіті Альтрон не існував, а значить не зміг створити Віжна, який допомагав Месникам і не раз їх рятував.

### Том 12
У жовтні 2015 року вийшли п'ять випусків, кожен з яких розповідав альтернативний розвиток подій коміксу 2013 року Нескінченність. У них Месники, Вартові Галактики та Нелюди шукали способи зупинити вторгнення військ Таноса на Землю. П'ятий випуск розповів про інший всесвіт, у якому Норман Озборн і його Темні Месники отримали Рукавицю Нескінченності під час подій Темного Правління.

### Том 13
У жовтні 2018 року світ побачив ще п'ять ван-шотів із серії What If. Впродовж місяця видавництво також видавало перевидання класичних випусків першого тому, які продавались за один долар.

## Поза коміксами

### Серіали
- Сюжетна арка "Агенти Гідри" четвертого сезону серіалу «Агенти Щ.И.Т.» була певним чином натхненна цією серією коміксів. При чому перший епізод цієї арки називається What if...?. Штучний інтелект АІДА поміщає свідомості головних героїв серіалу в комп'ютерну симуляцію Конструкція (англ. Framework). Таким чином Філ Колсон стає простим вчителем, дочка Мака залишається живою, Дейзі зустрічається з ще живим Грантом Вордом, Фітца не покидає батько, через що він стає безжальним тираном, ставить експерименти над людьми і є головним вченим Гідри, в якій працює Мелінда Мей. Також Джема Сіммонс є загиблою і прокидається в братській могилі, а сама Аіда виявляється Мадам Гідрою та закохана в Фітца.[6]

### Мультсеріали
- Marvel Studios анонсували анімаційний серіал «А що як...?», який розкаже альтернативні результати подій кіновсесвіту Marvel. Щонайменше 25 заявлених акторів з фільмів повернуться до озвучення своїх персонажів.[7] Вихід запланований на літо 2021 року на стрімінговій платформі Disney+.